# Lady Peak
Lady Peak är en bergstopp i Kanada.   Den ligger i provinsen British Columbia, i den södra delen av landet, 3 400 km väster om huvudstaden Ottawa. Toppen på Lady Peak är 2 178 meter över havet. Lady Peak ingår i Skagit Range.
Terrängen runt Lady Peak är huvudsakligen bergig, men åt sydväst är den kuperad.Runt Lady Peak är det mycket glesbefolkat, med 4 invånare per kvadratkilometer.. Närmaste större samhälle är Agassiz, 10,4 km nordväst om Lady Peak.
I omgivningarna runt Lady Peak växer i huvudsak barrskog.